# Матаваям
Матаваям — река на северо-западе Камчатского края в России.
Длина реки — 16 км. Протекает по территории Карагинского района Камчатского края. Впадает в Залив Шелихова Охотского моря.
Возможный перевод названия с корякского — «река, где делилась добыча».

## Данные водного реестра
По данным государственного водного реестра России относится к Анадыро-Колымскому бассейновому округу. Код объекта в государственном водном реестре — 19080000112120000038499.